# Marcus Furius Bibaculus
Marcus Furius Bibaculus est un poète satirique romain de langue latine du Ier siècle av. J.-C.

## Biographie
Il serait né à Crémone vers 103 av. J.-C., selon le témoignage de saint Jérôme, mais il est probable qu'il naquit en fait un peu plus tard. On sait qu'il s'en prit à Auguste, ce dont on peut déduire qu'il vécut âgé. Quintilien mentionne la violence de ses épigrammes et précise qu'il versifia parfois en insérant des iambes dans ses vers. Il fit partie du cercle des poetae novi (ou νεώτεροι), et fut donc proche de Valerius Caton, dont il fut l'élève, et de Catulle.
Bibaculus, diminutif de bibax (« gros buveur »), était un cognomen traditionnel dans la gens Furia ; mais Pline l'Ancien rapporte qu'en effet il aimait boire.

## Œuvres
En dehors de ses épigrammes, plusieurs œuvres lui ont été attribuées.
Pline l'Ancien cite une œuvre titrée Lucubrationes (Élucubrations), titre qu'il considère comme l'un des plus plaisants de la littérature latine ; il devait s'agir d'une œuvre d'érudition en prose. Il est peut-être l'auteur d'un poème épique sur la guerre des Gaules, Pragmatia belli Gallici.
Il ne reste de son œuvre que des fragments. On a conservé deux épigrammes sans méchanceté sur Valerius Caton et une autre, plus mordante, contre Lucius Orbilius Pupillus. Du poème sur la guerre des Gaules, il reste quelques vers. Il est peut-être le Furius raillé par une satire d'Horace « qu'alourdi par sa panse grasse Furius crache la blanche neige sur les Alpes hivernales », et dont la versification est moquée dans une autre satire, dans laquelle il le nomme Alpinus l'enflé (turgidus Alpinus).